# Erolcan Çinko
Erolcan Çinko (Bandırma, 15 agosto 1990) è un cestista turco.